# Denís Gribánov
Denís Belianovich Gribánov (en ruso: Денис Белянович Грибанов; Guelendzhik, URSS, 3 de junio de 1986) es un deportista ruso que compitió en vela en la clase 470.
Ganó una medalla de bronce en el Campeonato Mundial de 470 de 2015 y una medalla de bronce en el Campeonato Europeo de 470 de 2015.

## Palmarés internacional
| \| Campeonato Mundial \| Campeonato Mundial \| Campeonato Mundial \| Campeonato Mundial \| \| Año \| Lugar \| Medalla \| Clase \| \| ------------------ \| ------------------ \| ------------------ \| ------------------ \| \| 2015 \| Haifa (Israel) \| Medalla de bronce \| 470 \| \| Campeonato Europeo \| \| \| \| \| Año \| Lugar \| Medalla \| Clase \| \| 2015 \| Aarhus (Dinamarca) \| Medalla de bronce \| 470 \| |                    |                   |       |
| Campeonato Mundial |                    |                   |       |
| Año | Lugar              | Medalla           | Clase |
| 2015 | Haifa (Israel)     | Medalla de bronce | 470   |
| Campeonato Europeo |                    |                   |       |
| Año | Lugar              | Medalla           | Clase |
| 2015 | Aarhus (Dinamarca) | Medalla de bronce | 470   |